# Зозуля, Юрий Афанасьевич
Юрий Афанасьевич Зозуля (укр. Зозуля Юрій Панасович; 23 декабря 1927, Винница — 24 ноября 2021, Киев) — советский и украинский невролог и нейрохирург, доктор медицинский наук (1964), профессор (1966), действительный член Национальной академии наук Украины (2009), академик АМНУ (1994), заслуженный деятель науки и техники Украинской ССР (1978). Вице-президент АМНУ, президент Украинской нейрохирургической ассоциации (с 1992), директор Института нейрохирургии им. академика А. П. Ромоданова (с 1993 по 2013 год).

## Биография
В 1945 году поступил, и в 1950 году окончил лечебный факультет Винницкого медицинского института. Докторская диссертация «Нарушения мозгового кровообращения при внутречерепных опухолях». Член Украинской, Европейской, Мировой ассоциаций нейрохирургов. Почетный член Российской ассоциации нейрохирургов (1998). Лауреат Государственной премии Украины в области науки и техники (1996, 2001), премии им. Богомольца НАНУ (1998). Автор 420 научных трудов, в частности 11 монографий: «Краниорбитальные опухоли» (1988), «Лазерная нейрохирургия» (1992), «Метастатические опухоли головного мозга» (1973), «Мозговое кровообращение при опухолях полушарий головного мозга» (1972), «Опухоли зрительного бугра подкорковых узлов головного мозга» (1977), «Сосудистая нейрохирургия» (1990), «Хроническое влияние малых доз облучения на нервную систему» (1998) и др. Автор 20 изобретений.
Похоронен на Берковецком кладбище.

## Награды
- 1997 — орден «За заслуги» (Украина) III степени[1]
- 2008 — Орден князя Ярослава Мудрого V степени[2]